# Lennel House

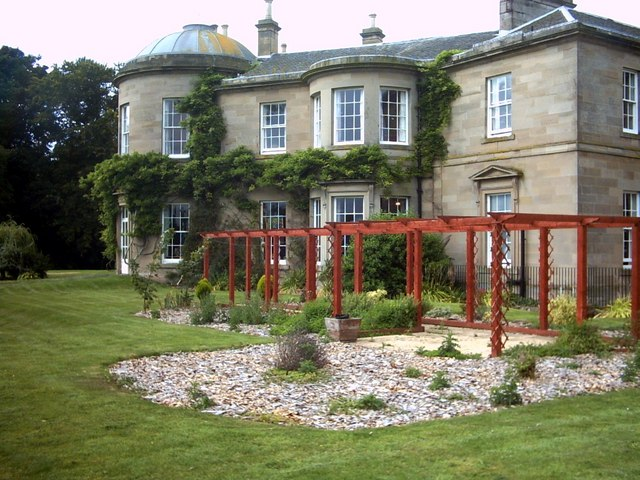
Südseite von Lennel House

Lennel House ist ein Herrenhaus nahe der schottischen Ortschaft Coldstream in der Council Area Scottish Borders. 1971 wurde das Bauwerk in die schottischen Denkmallisten in der höchsten Denkmalkategorie A aufgenommen.

## Beschreibung
Das Herrenhaus liegt an der A6112 am Westrand des schottisch-englischen Grenzortes Lennel rund 200 m nördlich des linken Tweed-Ufers, welcher die Grenze markiert. Bauherr des 1818 erbauten Lennel House war Lord Haddington. Er beauftragte den Architekten John Paterson mit der Planung. Es entstand ein klassizistisches Gebäude mit einem ungewöhnlichen Grundriss, der als schmetterlingsförmig beschrieben wird. Eine Mauer grenzt den Vorhof an der Nordseite zur Straße hin ab. Zwei Einfahrten führen auf das Anwesen. Das Mauerwerk des zweistöckigen Gebäudes besteht aus Steinquadern. Gepaarte Säulen flankieren das zentrale Hauptportal an der Nordseite. Dieses ist von schmalen Fenstern flankiert und schließt mit einem Kämpferfenster. Seitlich gehen moderne Büroflügel und Stallungen ab. Das Gebäude schließt mit einem schiefergedeckten Dach.